# 瑠璃教会
「宗教法人瑠璃教会」（るりきょうかい）は、石川県能美郡根上町（現：能美市）に拠点を持つ新宗教のひとつ。
教祖である松井瑠璃寿（本名：松井みよ（旧姓：北風）1905年 -？）が、1953年に愛知県東春日井郡守山町（現・名古屋市守山区）の天祖光教より独立後、根上町に設立した。現在は松井昌雄（松井秀喜の父）が二代目司教を務めている。

## 教祖の人物と教え

### 人物
松井与三松と結婚して、松井家の人となる。 
宗教家となる以前より霊感が強く、自分の手を患部に当てることによって多くの人々の病気を治したとされる。また、未来を見通すという力で人々の悩み事を解決し救ったため、悩みを抱える多くの人々が相談に訪れた。 夫の与三松は、根上町で機織物業を経営。20人以上の女性工員が住み込みで働いていた。広い敷地に工場を作り、絹織物で大成功を収め一代で財を築いた。
しかし、「お金儲けより、人助けがしたい」と一念発起。夫とともに、全盛期をむかえた事業をたたみ天祖光教の本部に移り住んで宗教家となる。
48歳のとき、夫婦で根上町へ戻り、独立。瑠璃教会を設立。名前も「みよ」を「瑠璃寿」に改めた。65歳のとき、27歳の昌雄を養子とする。

### 教え
松井瑠璃寿は、呪術的なことよりも、倫理・哲学を重視。特に弱者救済に尽力。教えに関しては、以下のように具体的に教えた。 
- 子供は親の子であって、親の子ではない。神様の子供である。したがって、子供に対する粗末な扱いは許さない。
- 子供も大人も、霊的なレベルは同じである。歳は関係無い。したがって、子供を呼ぶ時は、「さん付け」で呼ぶべきである。
- 国籍関係無しに、社会的弱者を助ける事。呪術は必要ない。